# 大友親貞
大友 親貞（日语：おおとも ちかさだ、?—1570年9月19日（元龟元年8月20日）），战国时代武将。丰后国大友氏一族。

## 生平
从大友氏送入肥后国名门菊池氏做养子的菊池义武之子，也有父亲是义武兄长大友义鑑的说法，正确的家系不明。按照「蒲池物語」的说法，是宗麟的叔父菊池左兵卫义武嫡子菊池八郎镇成作为大将在今山布阵，但是无论是菊池氏还是大友氏的系图中都没有他的名字。义武的嫡男一般认为是和父亲归国时被一同杀害的高鑑，身处家督竞争的漩涡中，他是谁的儿子，又是如何回归大友氏的，都已经不可考。因此，他是义鑑之子・大友义镇（宗麟）的弟弟或者堂弟。
元龟元年（1570年）3月宗麟计划讨伐在肥前国扩大势力的龙造寺隆信，被任命为总大将的亲贞率领6万大军开始进攻肥前佐嘉城。龙造寺势只有五千左右的兵力，只得笼城；亲贞以压倒性的兵力包围佐嘉城开始攻城，但迟迟没有进展。已经攻打到筑后国高良山的宗麟因为迟迟未能收到胜报勃然大怒，为亲贞送去援兵并命令其开始总攻。
亲贞决定8月20日开始对佐嘉城的总攻。在预定总攻开始的前夜，于今山本阵中召开提前庆祝胜利的酒宴，放松了对军队的统御。知悉这一状况的龙造寺氏家臣・锅岛信生（以后的直茂）向隆信建议对敌方本镇开展夜袭。隆信一开始予以拒绝，但是隆信之母庆訚尼呵斥，最终同意了。龙造寺家的奇袭部队出城以后从背后接近今山的敌本阵。8月20日早晨在今山的大友军本阵被锅岛直茂率领的奇袭部队袭击，大友军总大将大友亲贞在乱战中被六人攻击最后被隆信的武将・成松信胜讨取。锅岛信生为了纪念这次胜利把锅岛家的家纹从剑花菱替换为大友家的杏叶｡ 这一战大友军的阵亡人数达到2千人以上（今山之战）。但今山之戰對大友軍來說僅是一場局地敗戰，本隊軍力仍健在，依然給龍造寺隆信帶來威脅，最終隆信交出其弟信周為人質進行了和解，表面上服從大友家，大友军於是全面從佐嘉城周边撤退。